# Heksehammeren
Malleus Maleficarum eller Heksehammeren var den mest kendte "instruktionsbog" i heksesager fra renaissancen. Bogen giver retningslinjer for, hvordan myndighederne skulle opspore, afsløre, efterforske og retsforfølge trolddom  og heksekriminalitet, noget som blev betragtet som en særdeles alvorlig forbrydelse i 1400-1600-tallet. Bogen blev trykt i flere oplag, og for hvert oplag blev bogen anerkendt i flere kredse, og hekseprocesserne blusede op igen efter en noget mere stille periode.
Under den foregående stille periode havde en række af domstole ikke behandlet hekseprocesser i lang tid. Man havde altså ingen stærk levende institutionelle hukommelse i retssystemet, og fandt behov for at orientere sig blandt andet, igennem hvad der måtte komme af udgivelser om emnet.  
Heksehammeren blev derefter i en periode brugt i udstrakt grad, rigtignok fortrinsvis af den verdslige magt, mens bogen blev fordømt af den katolske kirke i 1490 og blev ignoreret af inkvisitionen.
I et par årtier havde bogen en meget stor indvirkning på de civile domstole, der på grund af manglende erfaring med sådanne processer i en periode begyndte at forholde sig til dens anvisninger. 
Men ikke langt tid inde i 1500-tallet var Heksehammeren forældet; nye håndbøger for hekseprocesser kom til og fik større betydning, men overordnet set spillede sådanne bøger ikke længere en så fremtrædende rolle i retssager mod hekserianklagede.
Bogen havde stadig en vis indflydelse efter reformationen og blev anvendt af myndighederne i både den protestantiske og katolske områder.

## Indhold
Heksehammeren består af tre dele. 
Den første del skal bevise, at hekse findes. Den anden del beskriver, hvordan hekseri bekæmpes, og den tredje del hvordan hekse opspores, hvordan rettergang og forhør skal drives, samt hvordan heksene uskadeliggøres. Indholdet er i sig selv ikke nyt eller unikt, det består mest af sammenfatninger og gentagelser af udbredte forestillinger og til en vis grad allerede publiceret materiale.
- Den første del behandler hekseriets form. I den beskrives, hvordan kvinder pga. deres svage natur og intellekt er mere modtagelige for Satans påvirkning end mænd. Selve titlen på bogen er skrevet i hunkønsform, maleficarum.
- Skriftet erklærer videre, at nogle af tingene, som blev tilstået af de hekserianklagede, bare var illusioner skabt af Satan for at forlede dem. Men andre ting, for eksempel at forudsige storme, var derimod virkelige, fremholdt Heksehammeren.

Heksenes usselige vaner har fået stor plads i bogen, og spørgsmålet om, hvor vidt dæmoner kan give ophav til afkom med en heks, drøftes indgående. Den litterære stil er seriøs og fuldstændig humorløs – for eksempel citeres der et sted en folkelig, satirisk, antikirkelig historie/vits, som om den var en virkelig hændelse.
Den sidste del af bogen behandler praktiske detaljer i hekseprocessen: hvordan hekse kan opspores, forhøres og uskadeliggøres. Bogen kommer med anbefalinger om, hvor meget tiltro man kan have til vidneudsagn og om behovet for at undgå ondsindede anklager. Den slår også fast, at rygter er tilstrækkelig grund til anklage, og at et alt for energisk forsvar til og med beviser gør, at forsvareren kan være skyldig i hekseri. Der gives regler for, hvordan den verdslige magt skal undgå at blive forhekset, og forfatteren forsikrer, at anklagerne som Guds repræsentanter er beskyttet mod heksenes kræfter. I detaljer beskrives, hvordan tilståelse skal fremtvinges, og også hvordan brug af tortur under forhørene kan udføres. Rødglødende jern anbefales i tillæg til at barbere alt hår af den anklagedes krop, så man kan finde Satans tegn. 
Heksehammeren blev desuden brugt som reference i retssager, en stor inspiration til fordømmende taler og skrækindgydende historier i folkemunde. 
Bogen er kvindefjendtlig. Forfatteren påstod, at kvinder lettere lod sig forføre af djævelen end mænd, og bogen er vældig fokuseret på seksualitet. I første række var det nok bogens hensigt at bevise djævelens eksistens, og til dette behøvede man hekse. De mentes at have førstehåndskendskab til djævelen, og denne kundskab var det vigtigt at få frem for at finde videnskabelige beviser på hans eksistens.